# Thoma Xhixho
Thoma Koço Xhixho (ur. 3 kwietnia 1920 w Suhë, zm. 29 listopada 2002 w Tiranie) – albański wojskowy w stopniu generała majora (gjeneral major).

## Życiorys
Ukończył szkołę średnią w Gjirokastrze. W 1942 roku dołączył do Armii Narodowo-Wyzwoleńczej, pełniąc w niej funkcję komisarza batalionów Telo Plaku i Thoma Lula oraz 19. Brygady Szturmowej; wówczas dosłużył się stopnia majora. W 1945 roku wyjechał do Związku Radzieckiego w celu odbycia dwuletnich studiów na Akademii Wojskowej im. Michaiła Frunzego w Moskwie, po powrocie do Albanii w 1947 roku pełnił przez 3 lata funkcję szefa sztabu dywizji w Tiranie, Korczy i Gjirokastrze. Po reorganizacji armii dowodził brygadami piechoty w Burrelu i w Gjirokastrze, odpowiednio w latach 1950–1952 i 1954–1958, został także awansowany na stopień pułkownika (kolonel).
W 1958 roku został pierwszym przewodniczącym Akademii Sił Zbrojnych w Tiranie, pełnił tę funkcję przez 3 lata. W 1963 roku został awansowany na stopień generała majora (gjeneral major). Od 1972 do przejścia na emeryturę w 1977 roku wykładał na Akademii Sił Zbrojnych w Tiranie.
Poza służbą wojskową był także redaktorem naczelnym czasopisma Revista Ushtarako Politike.

## Odznaczenia[7]
- Medal Pamięci (1945)
- Medal za Wyzwolenie Kraju (1945)
- Medal „Za Odwagę” (1946)
- Order Gwiazdy Partyzanckiej III klasy (1946)
- Order „Za Odwagę” (1946)
- Order Skanderbega III klasy (1947)
- Order za Służbę Wojskową II klasy (trzykrotnie; 1949 – 1 raz, 1950 – 2 razy)
- Order Gwiazdy Partyzanckiej II klasy (1952)
- Order 10-lecia Armii (1953)
- Order Gwiazdy Partyzanckiej I klasy (1953)
- Order Skanderbega III klasy (1959)
- Order Skanderbega II klasy (1963)
- Medal 40-lecia Albańskiej Partii Pracy (po 1988)
- Medal 50-lecia Obrony Kijowa (1995)
- Medal 60-lecia Wyzwolenia Ojczyzny (po 2004)

## Upamiętnienie
W 2022 roku Bernard Zotaj opublikował biografię Thomy Xhixho pt. Gjeneral Thoma Xhixho, i pari komandant i Akademisë Ushtarake Shqiptare .

## Życie prywatne
Miał braci Kristo oraz Pano, drugi z nich zginął podczas II wojny światowej.